# Abadía de Battle

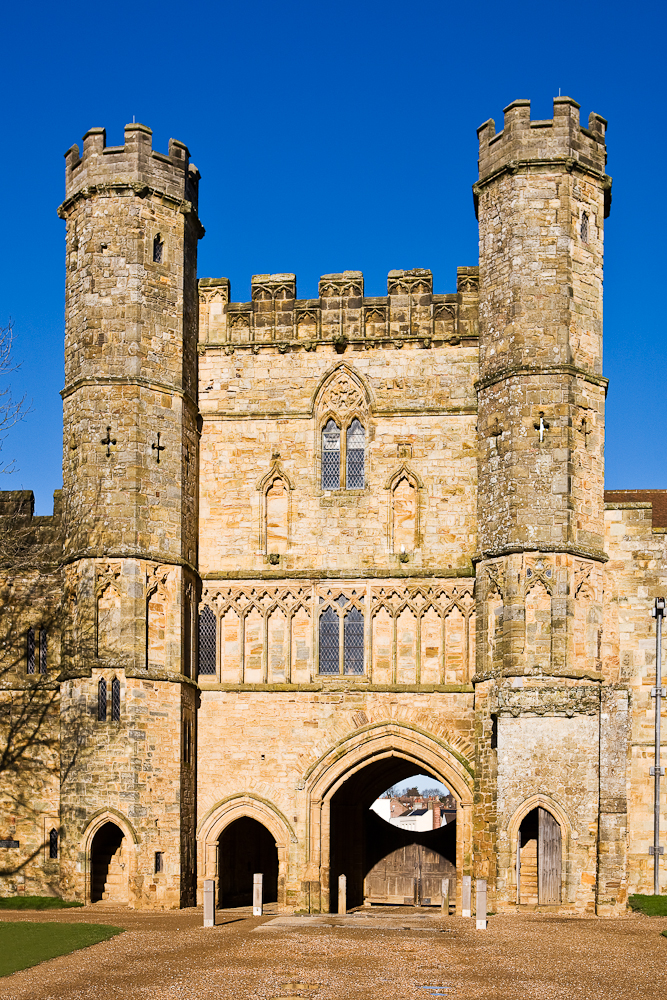
Entrada principal (casa del guarda) de la abadía de Battle.

La abadía de Battle, consagrada como la de San Martín, es una antigua abadía en las cercanías del poblado de Battle en Inglaterra. De gran importancia durante alrededor de cuatro siglos, había sido construida a instancias de Guillermo I de Inglaterra, con una dotación financiera considerable, sobre el campo de la batalla de Hastings (1066). Su altar se ubicó en el lugar exacto del fallecimiento del último rey anglosajón de Inglaterra, Haroldo II. Perteneció a la Orden Benedictina y fue dedicada a san Martín de Tours.
Aunque las obras comenzaron en 1070, no sería consagrada hasta 1094, durante el reinado de Guillermo II, en una ceremonia oficiada por el rey, miembros de su corte, y el arzobispo de Canterbury.
En 1538, a raíz de la Disolución de los monasterios, Enrique VIII entregó el recinto a Sir Anthony Browne, quien demolió gran parte de la edificación, incluyendo la iglesia y parte de los claustros, para construirse una casa señorial.
Tanto las ruinas como el campo de batalla son propiedad del English Heritage (patrimonio histórico) desde 1976. Aunque ya no quedan restos del edificio original, sí quedan partes de las ampliaciones del recinto construidas entre los siglos  XIII y XVI, como la casa del guarda, levantada en 1338 para reemplazar al original, y que ahora alberga un centro de interpretación, las bóvedas de crucería de uno de los salones, así como algunos de los muros de los dormitorios.

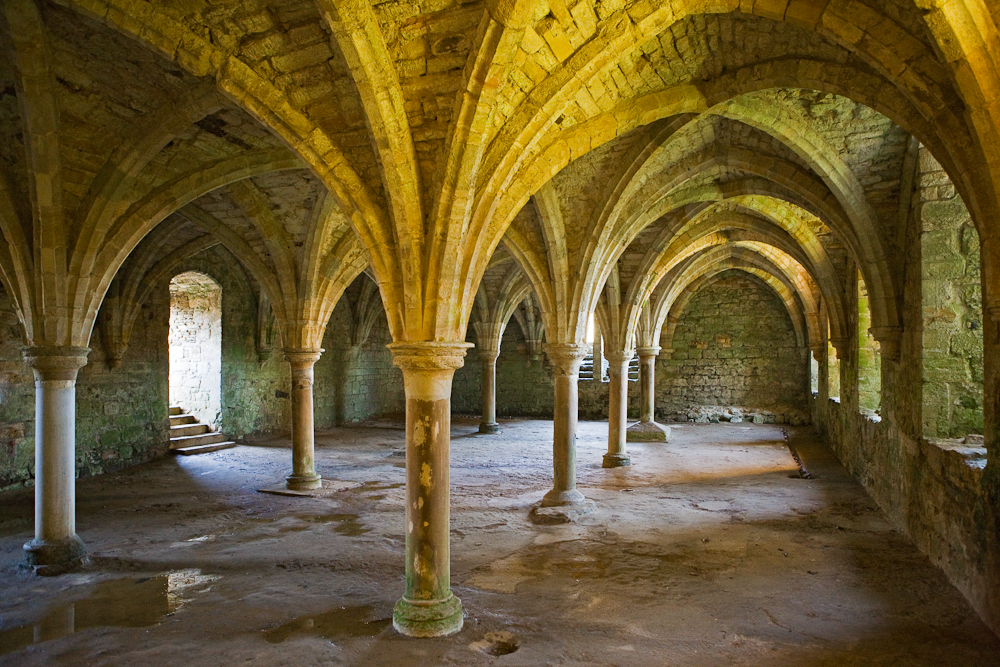
Las bóvedas de crucería de una de las salones.